# Климовка (Оренбургская область)
Климовка — упразднённый хутор  в Гайском районе Оренбургской области России. На момент упразднения входил в состав сельского поселения Губерлинский сельсовет. Исключён из учётных данных в 1998 году.

## География
Располагался в истоке ручья Климовский (приток реки Урал), на расстоянии примерно 5 километра (по прямой) к северо-западу от села Хабарное.

## История
По данным на 1949 год кошара совхоза Губерлинский «Климовка» входила в состав Губерлинского сельсовета Халиловского района и находилась примерно в 45 км от райцентра (р.п. Халилово).
Постановлением Законодательного Собрания Оренбургской области от 23 января 1998 года №230/40-ПЗС (решение принято 29 декабря 1997 года, подписано Главой администрации Оренбургской области В. В. Елагиным 23 января 1998) хутор исключён из учётных данных.